# Tempelj Ngọc Sơn
Tempelj Ngọc Sơn (vietnamsko Đền Ngọc Sơn, chữ Nôm 𪽛玉山) stoji na otočku v jezeru Hoan Kiem v osrednjem Hanoju v Vietnamu.

## Zgodovina
Dostop do templja Ngọc Sơn je po lakirani, obokani, rdeči leseni brvi, obnovljeni leta 1887 (Huc: most, kjer počiva vzhajajoče sonce). Vrata templja, ki so jih Anamiti prej imenovali Žadasti otok, nosijo na zatrepu napise: »Za tiste, ki skozi študij spoznajo izvor in poznajo razloge za starodavne stvari, je sijaj teh krajev nesmrten in neskončen, kot zrak in svetloba«, ob straneh pa »Ta pot vodi do vode in gora, je vhod v čudovite pokrajine«.
Ob vstopu na levi se dvigne majhna kamnita ploščad v spomin na vojaško zmago Anamitov proti koncu 18. stoletja. Na vrhu te ploščadi je obelisk s pokrovom v obliki čopiča (v vietnamščini Thap But), imenovanega stolp s čopičem, zgrajen sredi 19. stoletja. Nadalje prečkamo obok Daï Nghien ('plošča s črnilom'), katere nosilci so pokriti s predpisi in tremi besedami »Ta Thanh Thien« (kar pomeni: napisano na nebu). Paviljon Đình Tran Ba ('paviljon za prestrezanje valov') in Dac Nguyet ('paviljon za razmišljanje o luni'); paviljoni imajo vsi simbolni pomen.
Tempelj je bil zgrajen v začetku 19. stoletja, prvotno posvečen »trem modrecem« Venčang Didžun, Guan Juju in Lü Dongbinu. V nekem trenutku je bil v tempelj vključen tudi narodni heroj, Trần Hưng Đạo.

## Galerija
- Sprednji del templja
- Most Thê Húc vodi do templja
- Vietnamski skupni tempelj (Đình Trấn Ba)
- Ohranjena želva jezera Hoàn Kiếm na ogled v templju